# Sistem linearnih enačb
Sistem linearnih enačb ali preprosto linearni sistem je serija linearnih enačb, ki imajo isti nabor neznank. Za primer,
{\displaystyle {\begin{alignedat}{7}3x&&\;+\;&&2y&&\;-\;&&z&&\;=\;&&1&\\2x&&\;-\;&&2y&&\;+\;&&4z&&\;=\;&&-2&\\-x&&\;+\;&&{\tfrac {1}{2}}y&&\;-\;&&z&&\;=\;&&0&\end{alignedat}}}
je sistem treh enačb s tremi neznankami, {\displaystyle x}, {\displaystyle y} in {\displaystyle z}. Rešitev linearnega sistema so vrednosti neznank, pri katerih enačaji vseh enačb veljajo. Rešitev zgornjega sistema je tako
{\displaystyle {\begin{alignedat}{2}x&=&1\\y&=&-2\\z&=&-2\end{alignedat}}}
saj so pri teh vrednostih vsi enačaji veljavni. V splošnem so tri možnosti: bodisi obstaja točno ena rešitev, bodisi nobena, ali pa je rešitev neskončno. Če ima sistem več kot eno rešitev, jih ima nujno neskončno in je matematično nemogoče, da bi imel recimo točno dve ali tri rešitve. 
Teorija linearnih sistemov je del linearne algebre, enega ključnih področij sodobne matematike. Računski algoritmi za iskanje rešitev so pomemben del numerične linearne algebre in imajo vidno vlogo v inženirstvu, fiziki, kemiji, računalništvu ter ekonomiji. Sistem linearnih enačb je pogosto uporaben približek sistema nelinearnih enačb (glej linearizacija) pri izdelavi matematičnih modelov in računalniških simulacij kompleksnih sistemov.

## Matrična oblika
Sistem linearnih enačb lahko zapišemo v matrični obliki, kar močno poenostavi reševanje: lahko uporabimo denimo Gaussovo eliminacijsko metodo, LU razcep ali katero drugo metodo. Tudi računalniški postopki za reševanje navadno uporabljajo matrični zapis. Zgornji sistem zapišemo v obliki:
{\displaystyle A\cdot \mathbf {x} =\mathbf {b} }, kjer je {\displaystyle A} matrika koeficientov, {\displaystyle \mathbf {x} } vektor neznank in {\displaystyle \mathbf {b} } vektor konstant, takole:
{\displaystyle {\begin{bmatrix}3&2&-1\\2&-2&4\\-1&{\frac {1}{2}}&-1\end{bmatrix}}\cdot {\begin{bmatrix}x\\y\\z\end{bmatrix}}={\begin{bmatrix}1\\-2\\0\end{bmatrix}}}
Determinanta matrike koeficientov {\displaystyle A} govori o številu rešitev: če je determinanta različna od nič, so enačbe med seboj neodvisne in rešitev je enolična. Pravimo, da je sistem nesingularen. Če je determinanta sistema enaka nič, je sistem singularen in enolična rešitev ne obstaja.